# Achimenes antirrhina
Achimenes antirrhina là một loài thực vật có hoa trong họ Tai voi. Loài này được (DC.) C.V.Morton mô tả khoa học đầu tiên năm 1936.